# Saison 1961-1962 de la LNH
Saison précédente Saison suivante
La saison 1961-1962 est la 45e saison de la Ligue nationale de hockey. Les six équipes ont joué chacune 70 matchs.

## Saison régulière
Au cours des 43 premières saisons de la ligue, seul Maurice Richard a réussi à atteindre la barre symbolique des 50 buts en une saison. Au cours de la saison précédente, Bernard Geoffrion réussit à son tour à atteindre cette marque et cette saison-ci, un nouveau joueur entre dans cette catégorie fermée : Bobby Hull des Black Hawks de Chicago.

### Classement final
Les quatre premières équipes sont qualifiées pour les séries éliminatoires.
| Clt   | Équipe                 | PJ | V  | D  | N  | BP  | BC  | Pts |
| ----- | ---------------------- | -- | -- | -- | -- | --- | --- | --- |
| +001, | Canadiens de Montréal  | 70 | 42 | 14 | 14 | 259 | 166 | 98  |
| +002, | Maple Leafs de Toronto | 70 | 37 | 22 | 11 | 232 | 180 | 85  |
| +003, | Black Hawks de Chicago | 70 | 31 | 26 | 13 | 217 | 186 | 75  |
| +004, | Rangers de New York    | 70 | 26 | 32 | 12 | 195 | 207 | 64  |
| +005, | Red Wings de Détroit   | 70 | 23 | 33 | 14 | 184 | 219 | 60  |
| +006, | Bruins de Boston       | 70 | 15 | 47 | 8  | 177 | 306 | 38  |

- Vainqueur du trophée Prince de Galles
- Qualifié pour les séries éliminatoires

### Meilleurs pointeurs
| Joueur          | Équipe   | PJ | B  | A  | Pts | Pun |
| --------------- | -------- | -- | -- | -- | --- | --- |
| Bobby Hull      | Chicago  | 70 | 50 | 34 | 84  | 35  |
| Andy Bathgate   | New York | 70 | 28 | 56 | 84  | 44  |
| Gordie Howe     | Détroit  | 70 | 33 | 44 | 77  | 54  |
| Stan Mikita     | Chicago  | 70 | 25 | 52 | 77  | 97  |
| Frank Mahovlich | Toronto  | 70 | 33 | 38 | 71  | 87  |

## Séries éliminatoires de la Coupe Stanley

### Arbre de qualification
|  | Demi-finales                           | Demi-finales                           |         |   | Finale de la Coupe Stanley          | Finale de la Coupe Stanley          |
|  | Demi-finales                           | Demi-finales                           |         |   | Finale de la Coupe Stanley          | Finale de la Coupe Stanley          |
|  |                                        |                                        |         |   |                                     |                                     |
|  | 27, 29 mars, 1er, 3, 5 et 8 avril 1962 | 27, 29 mars, 1er, 3, 5 et 8 avril 1962 |         |   | 10, 12, 15, 17, 19 et 22 avril 1962 | 10, 12, 15, 17, 19 et 22 avril 1962 |
|  | 27, 29 mars, 1er, 3, 5 et 8 avril 1962 | 27, 29 mars, 1er, 3, 5 et 8 avril 1962 |         |   | 10, 12, 15, 17, 19 et 22 avril 1962 | 10, 12, 15, 17, 19 et 22 avril 1962 |
|  | Chicago                                | 4                                      |         |   | 10, 12, 15, 17, 19 et 22 avril 1962 | 10, 12, 15, 17, 19 et 22 avril 1962 |
|  | Chicago                                | 4                                      |         |   | 10, 12, 15, 17, 19 et 22 avril 1962 | 10, 12, 15, 17, 19 et 22 avril 1962 |
|  | Montréal                               | 2                                      |         |   | 10, 12, 15, 17, 19 et 22 avril 1962 | 10, 12, 15, 17, 19 et 22 avril 1962 |
|  | Montréal                               | 2                                      | Chicago | 2 |                                     |                                     |
|  | 27, 29 mars, 1er, 3, 5 et 7 avril 1962 |                                        | Chicago | 2 |                                     |                                     |
|  |                                        | Toronto                                | 4       |   |                                     |                                     |
|  | New York                               | Toronto                                | 4       | 2 |                                     |                                     |
|  | New York                               |                                        |         | 2 |                                     |                                     |
|  | Toronto                                | 4                                      |         |   |                                     |                                     |
|  | Toronto                                | 4                                      |         |   |                                     |                                     |

### Finale
Les Maple Leafs de Toronto l'emportent sur les Black Hawks de Chicago en finale de la Coupe Stanley sur le score de 4 matchs à 2.

## Honneurs remis aux joueurs et équipes

### Trophées
| Trophée              | Joueur         | Équipe                 |
| -------------------- | -------------- | ---------------------- |
| Trophée Calder       | Bobby Rousseau | Canadiens de Montréal  |
| Trophée Art-Ross     | Bobby Hull     | Black Hawks de Chicago |
| Trophée Hart         | Jacques Plante | Canadiens de Montréal  |
| Trophée James-Norris | Doug Harvey    | Rangers de New York    |
| Trophée Lady Byng    | Dave Keon      | Maple Leafs de Toronto |
| Trophée Vézina       | Jacques Plante | Canadiens de Montréal  |

| Trophée                  | Équipe                 |
| ------------------------ | ---------------------- |
| Trophée Prince de Galles | Canadiens de Montréal  |
| Coupe Stanley            | Maple Leafs de Toronto |

### Équipes d'étoiles
| Position       | Première équipe | Première équipe        | Deuxième équipe | Deuxième équipe        |
| Position       | Joueur          | Équipe                 | Joueur          | Équipe                 |
| -------------- | --------------- | ---------------------- | --------------- | ---------------------- |
| Gardien de but | Jacques Plante  | Canadiens de Montréal  | Glenn Hall      | Black Hawks de Chicago |
| Défenseur      | Doug Harvey     | Rangers de New York    | Carl Brewer     | Maple Leafs de Toronto |
| Défenseur      | Jean-Guy Talbot | Canadiens de Montréal  | Pierre Pilote   | Black Hawks de Chicago |
| Ailier gauche  | Bobby Hull      | Black Hawks de Chicago | Frank Mahovlich | Maple Leafs de Toronto |
| Centre         | Stan Mikita     | Black Hawks de Chicago | Dave Keon       | Maple Leafs de Toronto |
| Ailier droit   | Andy Bathgate   | Rangers de New York    | Gordie Howe     | Red Wings de Détroit   |